# 카무라스카
카무라스카(Kamouraska)는 캐나다 퀘벡 출신의 소설가 안 에베르의 프랑스어(캐나다 퀘벡) 소설 작품으로, 프랑스 서적상들이 주는 상을 수상하였다. 1839년 1월 캐나다 소렐과 카무라스카 지역에서 당시 카무라스카의 영주였던 타시 아르쉴이 그의 부인의 연인이었던 의사 홈즈에 의해 살해되었던 실제 사건을 바탕으로 재구성한 소설이다. 엘리자베스의 회상, 악몽, 환상 등이 혼합되며 여주인공의 분열된 자아의 목소리가 중요한 소설로, 글쓰기의 모험이 돋보이는 작품이다.

## 배경
일찍 과부가 된 엘리자베스의 어머니는 사생아로 태어난 엘리자베스 돌니에르와 함께 홀로 살다가, 독신으로 사는 그녀의 세 언니들이 거주하는 소렐의 집으로 옮겨 살게 된다. 독실한 가톨릭 신자인 이모들에게서 종교 교육을 비롯해 정숙한 여인으로 성장하기 위한 여러 가지 교육을 받지만 엘리자베스는 계속 남자애들과 놀기를 좋아하며 남자들의 세계에 대해서도 많은 호기심을 보이면서 자유분방한 삶을 꿈꾼다. 결국 엘리자베스는 사냥터에서 알게 된 카무라스카의 영주인 앙투안 타시와 결혼해 카무라스카 대저택에서 시어머니와 함께 살게 된다. 그러나 엘리자베스는 난폭하고 방탕한 생활을 하며 정신착란 증세까지 보이는 앙투안 타시를 견디지 못하고 자신이 유년 시절을 보냈던 소렐의 집, 즉 그녀의 어머니와 세 이모가 함께 사는 집으로 피신한다. 그곳에서 앙투안 타시의 중학교 시절의 친구이며 미국 독립 후 캐나다로 이주한 ‘이방인’ 의사 조르주 넬슨을 만나게 된다. 이후, 엘리자베스와 조르주 넬슨의 열렬한 사랑의 모험이 이어진다. 엘리자베스는 조르주 넬슨의 아이를 갖게 되지만 소렐의 사교계와 보수적인 사회에서 살아가는 결혼한 여인의 체면과 가문의 명성을 구하기 위해 남편 앙투안 타시와 거짓 ‘화해’를 하고 앙투안의 아이를 임신한 것으로 가장한다. 이런 모든 굴욕과 고통을 감수하면서까지 그녀는 조르주 넬슨과 사랑의 정념을 불태우는 것이다. 결국 그 두 사람의 사랑을 위해 앙투안 타시를 제거할 계획을 세우고 엘리자베스의 하녀 오렐리를 시켜 독약으로 앙투안을 살해하려 했지만 그 계획은 실패로 끝난다. 그리하여 조르주 넬슨이 직접 앙투안 타시를 제거하려고 소렐에서 카무라스카까지 혹독한 추위와 눈보라 속에서 긴 여정을 떠난다. 1839년 1월, 마침내 앙투안 타시를 살해한 조르주 넬슨은 엘리자베스와 짧은 이별의 시간만을 가질 수 있을 뿐이었고, 곧 국경 넘어 다른 곳으로 도주한다. 엘리자베스는 홀로 남아 공범으로 의심받으며 수감되고 법정에 서게 되지만, 가문의 후광과 증거 불충분으로 기소 유예되고 석방된다. 조르주의 도주와 부재로 불안을 느끼던 엘리자베스는 결국 소렐의 공증인인 제롬 롤랑과 결혼함으로써 그녀의 체면과 가문의 명성을 구한다.
이처럼 소설의 중심인물인 엘리자베스의 현재와 과거 이야기를 중심으로 전개되는 ≪카무라스카≫의 이야기 층위는 크게 분류해 엘리자베스의 현재의 삶과 과거의 삶을 알려 주는 두 부분으로 나뉘는데, 대부분의 이야기가 중심인물 엘리자베스의 시점으로 전달되고 있다.
엘리자베스의 회상, 환상, 꿈의 형태가 혼합되며 전해지는 그녀의 내적 독백과 같은 이야기의 화자는 주로 엘리자베스 자신이기 때문에 독자는 엘리자베스의 관점에서 크게 벗어날 수 없고, 자신의 입장을 변호하거나 정당화하는 엘리자베스의 주관적 시선이 개입된 이야기를 따라갈 수밖에 없다. 그러나 이 소설 속에는 작가로 동일시될 수 있는 화자의 목소리가 있으며 동시에 누구인지 알 수 없는 어떤 목소리가 엘리자베스에게 또는 제롬 롤랑이나 조르주 넬슨에게 질문이나 조언 등을 하며 각 인물의 내면 상태를 알려 주기도 한다. 여러 화자의 목소리와 여주인공의 내적 독백이 복잡하게 얽히면서 분열된 자아의 목소리가 주요한 자리를 차지하는 텍스트의 특성을 보여 주는 ≪카무라스카≫는 ‘글쓰기의 모험’이 돋보이는 작품이라 할 수 있을 것이다.
이렇게 분열된 자아의 모습이 중요하게 드러나는 소설 ≪카무라스카≫ 속의 인물들은 내적․외적 갈등 구조 속에 놓이게 된다. 미국에서 캐나다로 이주해 온 조르주 넬슨은 일찍부터 정체성의 혼란을 겪으며 새로운 언어, 새로운 종교를 배워야 했고, 자유분방한 기질의 엘리자베스는 보수적인 사회에서 정숙한 여인으로 살아가는 데 어려움을 겪으며 이중적인 모습으로 지낼 수밖에 없었다. 제롬 롤랑을 간호하면서 한편으로는 정숙한 부인의 역할을 수행하지만 또 한편으로는 자유로운 삶을 열망하는 엘리자베스의 태도에서 잘 나타나고 있듯이 엘리자베스는 기존 사회 체제와 규칙과 질서에 편입해 안정된 삶을 보존하려는 욕망과 내면에서 끝없이 솟구치는 자유를 향한 열정 사이에서 끊임없이 갈등하는 것이다. 이런 엘리자베스의 이중성은 소설의 시공간 구조에서도 나타난다. 큰 단위로 구분할 때 시간적으로는 현재와 과거, 낮과 밤, 공간적으로는 대략적으로 소렐과 카무라스카의 이중적 구조를 살펴볼 수 있을 것이다. 또한 소설의 주제 차원에서도 삶과 죽음, 자유와 규제, 개인과 사회, 사회 속의 중심 집단과 소수자 집단(이방인, 여성 등), 이상과 현실 사이의 괴리 등의 테마를 중심으로 소설의 의미를 찾아볼 수 있을 것이다.
삶을 향한 강렬한 욕망에 사로잡혀 있으면서 상반된 가치 체계 속에서 끝없이 갈등을 겪으며 분열된 자아로 정체성의 혼란을 겪는 엘리자베스의 모습을 통해 ≪카무라스카≫의 작가 안 에베르는 영국과 프랑스 사이의 전쟁과 갈등의 역사를 지닌 퀘벡 사회에서 변화와 현대화의 과정 속에서 제기되는 정체성의 문제를 개인 차원에서뿐만 아니라 사회와 공동체 차원에서 제기하며 이에 대한 성찰을 요구하고 있다.